# Aralia excelsa
Aralia excelsa é uma espécie vegetal do gênero Aralia.

## Sinônimos
- Pentapanax granatensis Rusby
- Reynoldsia americana Donn.Sm.
- Sciadodendron excelsum Griseb.